# Ibrahim Bey
Ibrahim Bey (geboortenaam: Abram Shinjikashvili; Martkopi, 1735 – Dongola, 1817) was een leider van de Mammelukken in Egypte ten tijde van de Franse expeditie naar Egypte.

## Biografie

### Vroege jaren
Ibrahim Bey werd met de naam Abram Shinjikashvili geboren in een familie van een Georgische katholieke priester in Martkopi. In zijn jeugd werd hij door Ottomaanse slavenhandelaren gevangen genomen en werd vervolgens in Egypte verkocht. In Egypte bekeerde Ibrahim zich tot de islam en werd hij getraind als een mammeluk. Hij diende onder emir Abu al-Dhahab en wist in 1768 de rang van bey te bereiken.

### De facto heerser van Egypte
In 1775 overleed Abu al-Dhahab tijdens een campagne tegen Zahir al-Umar. Samen met Moerad Bey slaagde hij erin de Pasja's die door de Sublieme Porte werden aangesteld diverse malen af te zetten (in 1780, 1783 en 1784). Ook weerhielden ze het overbrengen van voedselvoorraden en schattingen vanuit Egypte naar Constantinopel. In 1786-1787 werd er een Ottomaanse strafcampagne tegen de Mammelukken georganiseerd, maar deze campagne onder leiding van Cezayirli Gazi Hasan Pasja slaagde er niet om de mammelukken te onderwerpen.
Ze werden wel uit Caïro verdreven, maar toen Hasan Pasja naar Constantinopel moest terugkeren vanwege het uitbreken van een nieuwe oorlog met Rusland schonk hij Ibrahim en Moerad Bey een pardon voor hun misdaden en installeerde hij hen als de provinciale heersers van Egypte onder Ismaïl Bey. Na de dood van Ismaïl Bey in 1791 bleek de door Hasan Pasja getroffen regeling onvoldoende te zijn en keerden Moerad en Ibrahim Bey terug naar Caïro. Ze onderwierpen zich aanvankelijk aan de Porte, maar gingen vervolgens door met het tegenhouden van de schattingen en legden hun eigen bevolking stevige belastingen op.

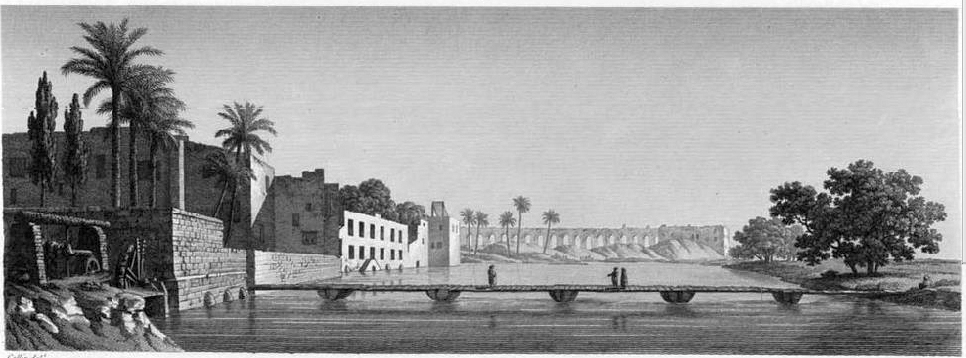
Het onderkomen van Ibrahim Bey op het eiland Roda in Caïro, afbeelding uit de Description de l'Égypte.

Moerad Bey nam de eerste plaats in binnen het tweemanschap dat Egypte bestuurde, hij was sjeikh-al-Balad en was belast met de militaire aangelegenheden. Ibrahim Bey daarentegen was belast met de bestuurlijke taken. Door de uitbuiting van de Beys werd de lokale bevolking tot wanhoop gedreven en kwam het ook eenmaal in opstand tegen de Beys.

### Franse expeditie naar Egypte
In juli 1798 arriveerde het Franse expeditieleger onder leiding van generaal Napoleon Bonaparte in Egypte. Nadat ze Alexandrië hadden ingenomen trok het leger op naar Caïro Cen de mammelukken trachtten hen tot staan te brengen in de Slag bij de Piramiden. De slag stond onder de leiding van Moerad Bey, maar Ibrahim Bey nam met zijn troepen niet deel aan de slag. Hij zocht na de door de mammelukken verloren slag een goed heenkomen in oostelijke richting. Napoleon achtervolgde het leger van Ibrahim Bey en wist zijn achterhoede te verslaan in de Slag bij Salayeh en wist daarbij de mammelukken naar de woestijn te verdrijven. Ibrahim Bey trok vervolgens door het noorden van de Sinaï via El Arish naar Gaza. Hij wist vervolgens toevlucht te vinden bij de machtige Jezzar Pasja in Palestina.

### Terugkeer naar Egypte
In 1801 keerde Ibrahim terug naar Egypte, maar hij oogde wel stukken ouder en fysiek zwakker dan voorheen. De Britse generaal John Hely-Hutchinson zegde de mammelukken de Britse bescherming toe als zij zouden helpen de Fransen, die numeriek in de meerderheid waren, zouden helpen verdrijven. Deze afspraken stonden op gespannen voet met de Ottomanen, die de Beys van de mammelukken het liefste wilde straffen. De Britten kwamen in 1803 tot een vergelijk kwamen met de Ottomanen over de positie van de mammelukken werden deze naar Aswan. Ibrahim opteerde vervolgens op de optie om toenadering tot Frankrijk te zoeken, maar zijn rivaal Mohammad Alfi zag meer waarde in hun bondgenootschap met de Britten.

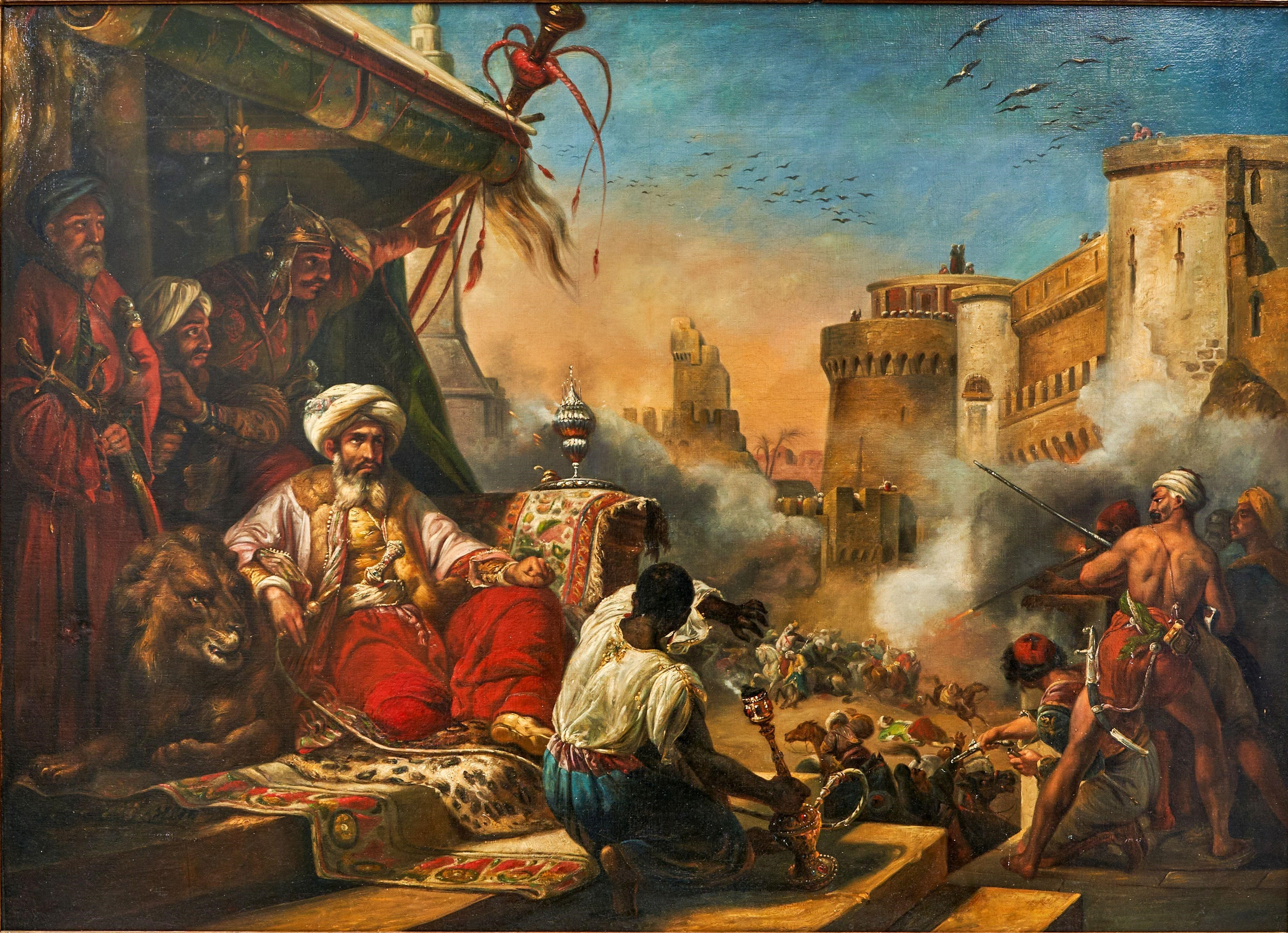
Het bloedbad onder de Mammelukken, geschilderd door Horace Vernet (1819).

De Beys kregen de mogelijkheid om terug te keren naar Caïro toen in 1803 er in de stad gevechten uitbraken tussen de janitsaren en de Albaanse troepen en in een poging het overwicht in de stad te krijgen bood Mohammed Ali Ibrahim Bey en de mammelukken een bondgenootschap aan. Dit bondgenootschap maakte een einde aan het bloedbad in Caïro. Ze wisten dan ook voor het eerst sinds 1798 weer de controle te verkrijgen over Egypte. Grote sommen geld werden aan de lokale bevolking onttrokken en ze wisten admiraal Koca Hüsrev Mehmed Pasja gevangen te nemen.
De controle van de mammelukken over Egypte hield stand tot 1804. In april van dat jaar keerde Alfi Bey terug van zijn reis naar Londen en de verschillende Beys van de mammelukken ontstaken in een onderlinge rivaliteit en gevecht om de macht die tot gevolg had dat hun autoriteit in het land afnam. Na een aanval van Mohammed Ali op Bey Osman Bardisi verlieten de mammelukken Caïro op 12 april 1804. Mohamed Ali zou op 1 maart 1811 een grote slachting aanrichten onder de mammelukken in Egypte. Ibrahim Bey trok zich terug naar Nubië, waar hij met een kleine groep volgelingen zijn kampement zou opzetten. Hier overleed hij in 1816.